# Укрспирт
Укрспирт — государственное предприятие, государственная монополия, крупнейший производитель спирта и спиртосодержащей продукции в Украине.

## История
Государственным предприятием «Укрспирт» (ГП «Укрспирт») было создано в соответствии с Постановлением Кабинета Министров Украины от 28 июля 2010 г. № 672 «Об образовании Государственного предприятия спиртовой и ликёроводочной промышленности», на базе имущества Государственного концерна спиртовой и ликёроводочной промышленности (концерн «Укрспирт»), государственных предприятий и объединений спиртовой и ликёроводочной промышленности, относящихся к сфере управления Министерства аграрной политики и продовольствия Украины.
Реорганизация государственных предприятий и объединений спиртовой и ликёроводочной промышленности происходила путём их присоединения к ГП «Укрспирт» полностью или путём выделения в пользу ГП «Укрспирт» имущества, с использованием которого производится подакцизная продукция.
По состоянию на сентябрь 2016 было передано имущество 40 предприятий концерна «Укрспирт», на остальных предприятиях процесс реорганизации продолжался.
В 2018 году «Укрспирт» приняли в британскую Ассоциацию торговцев вином и спиртом (WSTA). Кроме того, на сайте ассоциации появилась информация об украинском производителе.

## Производственные мощности
ГП «Укрспирт» обеспечивает сырьём целый ряд отраслей — при изготовлении ликёроводочных изделий, в виноделии, кондитерской промышленности, фармацевтике, медицине, парфюмерии, животноводстве, для производства лакокрасочных изделий, растворителей, технических жидкостей для автотранспортных средств, авиамоделировании.
Одним из приоритетных направлений сейчас является производство биоэтанола и компонентов альтернативного моторного топлива.
Общая производственная мощность ГП «Укрспирт» более 36 миллионов декалитров в год.

## Качество
На предприятиях внедрена и сертифицирована система менеджмента качества, безопасности и экологического управления: ISO 9001, ISO 14001, ISO 22000, ХАССП.
Качество готовой продукции и используемого в производстве сырья контролируется производственными лабораториями, оснащёнными современным измерительным оборудованием.

## Реализация
ГП «Укрспирт» реализует продукцию на внутреннем и внешних рынках, в частности на рынках Средней Азии и Кавказа, Туркменистана, Грузии, Азербайджана, Турции, Австрии, Польши и других странах.
В 2018 году государственное предприятие «Укрспирт» открыло сеть специализированных магазинов алкогольной продукции украинских производителей «Национальный продукт».

## Приватизация
С 1 июля 2020 вступил в действие закон, которым отменяется государственная монополия на производство спирта, в частности, для лекарственных препаратов, а также для медицинских и ветеринарных целей.
Согласно закону, лица, которые приобрели имущество ГП «Укрспирт» или заключили договор в рамках государственно-частного партнёрства по поводу такого имущества, обязаны до 1 июля 2021 года сохранять виды деятельности и не менее 70 % процентов производственного персонала, который был на 1 января этого года.
По состоянию на декабрь 2020 года, Фонд государственного имущества провёл приватизацию 15 спиртзаводов из состава ГП Укрспирт. Самым успешным в финансовом плане стала продажа Вишняковского спиртзавода за 234 млн грн.
В марте 2021 года Фонд государственного имущества провёл приватизацию Луцкого спиртзавода за 108,48 млн грн.